# 척 그래슬리

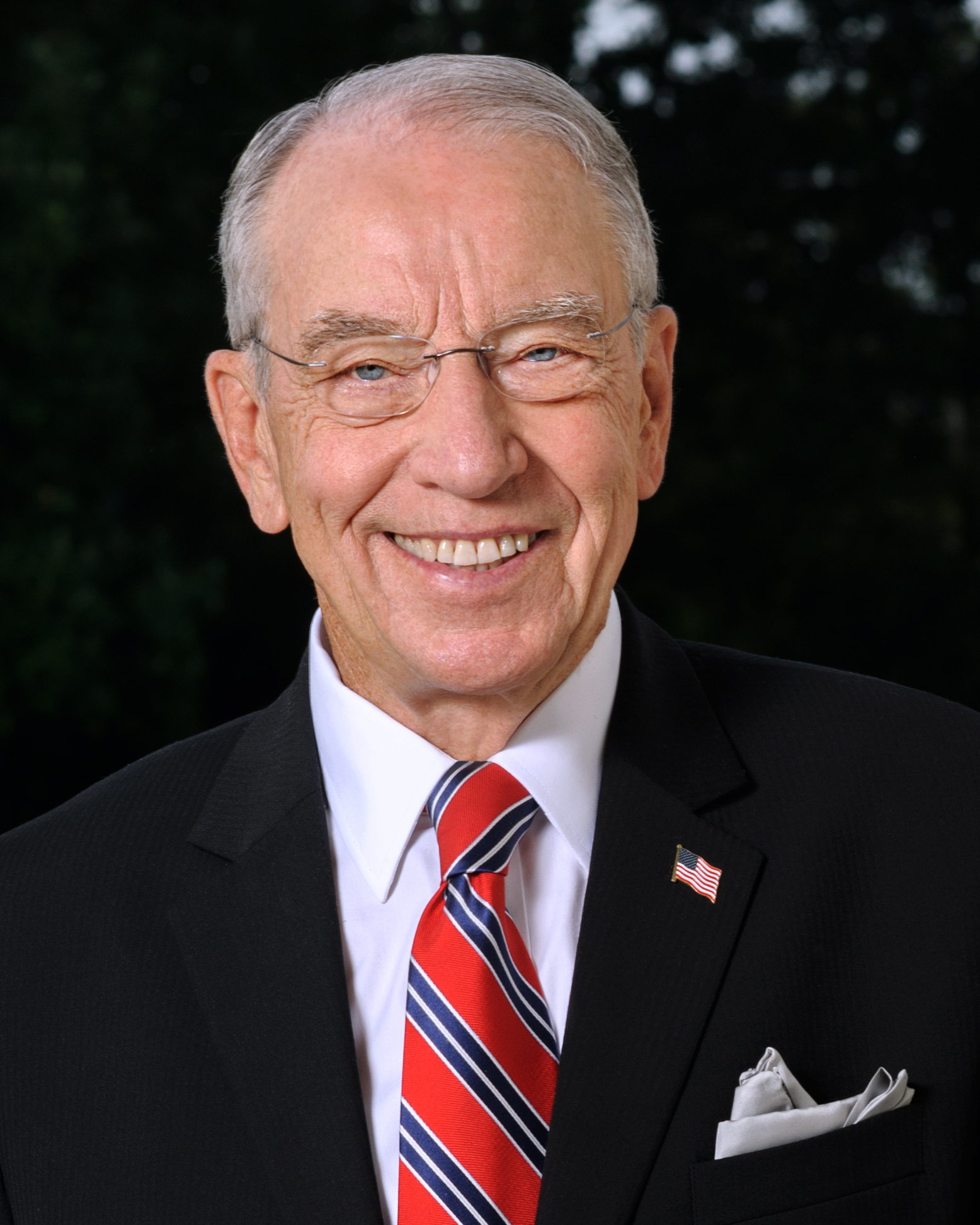
척 그래슬리

척 그래슬리(영어: Chuck Grassley, 1933년 9월 17일~)은 미국의 정치인이다. 소속 정당은 공화당이다. 1980년에 실시된 아이오와주 대표 미국 상원 의원 선거에서 공화당 후보로 출마하여 당선되었다. 1981년 1월 3일부터 현재까지 미국 상원 아이오와주 대표 위원을 역임하고 있다.

## 역대 선거 결과
| 선거명      | 직책명                         | 대수  | 정당   | 득표율  | 득표수      | 결과 | 당락                     |
| ----------- | ------------------------------ | ----- | ------ | ------- | ----------- | ---- | ------------------------ |
| 1958년 선거 | 하원의원 (아이오와 제73선거구) | 58대  | 공화당 | 64.13%  | 3,021표     | 1위  | 아이오와 주의원 당선     |
| 1960년 선거 | 하원의원 (아이오와 제73선거구) | 59대  | 공화당 | 69.06%  | 5,001표     | 1위  | 아이오와 주의원 당선     |
| 1962년 선거 | 하원의원 (아이오와 제73선거구) | 60대  | 공화당 | 64.34%  | 3,017표     | 1위  | 아이오와 주의원 당선     |
| 1964년 선거 | 하원의원 (아이오와 제73선거구) | 61대  | 공화당 | 60.86%  | 3,884표     | 1위  | 아이오와 주의원 당선     |
| 1966년 선거 | 하원의원 (아이오와 제73선거구) | 62대  | 공화당 | 69.23%  | 3,445표     | 1위  | 아이오와 주의원 당선     |
| 1968년 선거 | 하원의원 (아이오와 제73선거구) | 63대  | 공화당 | 100.00% | 4,865표     | 1위  | 아이오와 주의원 당선     |
| 1970년 선거 | 하원의원 (아이오와 제10선거구) | 64대  | 공화당 | 62.60%  | 3,672표     | 1위  | 아이오와 주의원 당선     |
| 1972년 선거 | 하원의원 (아이오와 제37선거구) | 65대  | 공화당 | 70.77%  | 7,846표     | 1위  | 아이오와 주의원 당선     |
| 1974년 선거 | 하원의원 (아이오와 제3선거구)  | 94대  | 공화당 | 50.84%  | 77,468표    | 1위  | 아이오와주 하원의원 당선 |
| 1976년 선거 | 하원의원 (아이오와 제3선거구)  | 95대  | 공화당 | 56.46%  | 117,957표   | 1위  | 아이오와주 하원의원 당선 |
| 1978년 선거 | 하원의원 (아이오와 제3선거구)  | 96대  | 공화당 | 74.82%  | 103,659표   | 1위  | 아이오와주 하원의원 당선 |
| 1980년 선거 | 상원의원 (아이오와 제3부)      | 97대  | 공화당 | 53.48%  | 683,014표   | 1위  | 아이오와주 상원의원 당선 |
| 1986년 선거 | 상원의원 (아이오와 제3부)      | 100대 | 공화당 | 66.04%  | 588,880표   | 1위  | 아이오와주 상원의원 당선 |
| 1992년 선거 | 상원의원 (아이오와 제3부)      | 103대 | 공화당 | 69.61%  | 899,761표   | 1위  | 아이오와주 상원의원 당선 |
| 1998년 선거 | 상원의원 (아이오와 제3부)      | 106대 | 공화당 | 68.41%  | 648,480표   | 1위  | 아이오와주 상원의원 당선 |
| 2004년 선거 | 상원의원 (아이오와 제3부)      | 109대 | 공화당 | 70.18%  | 1,038,175표 | 1위  | 아이오와주 상원의원 당선 |
| 2010년 선거 | 상원의원 (아이오와 제3부)      | 112대 | 공화당 | 64.35%  | 718,215표   | 1위  | 아이오와주 상원의원 당선 |
| 2016년 선거 | 상원의원 (아이오와 제3부)      | 115대 | 공화당 | 60.09%  | 926,007표   | 1위  | 아이오와주 상원의원 당선 |
| 2022년 선거 | 상원의원 (아이오와 제3부)      | 118대 | 공화당 | 56.02%  | 681,501표   | 1위  | 아이오와주 상원의원 당선 |